# Santa Cruz Tacache de Mina
Santa Cruz Tacache de Mina är en kommun i Mexiko.   Den ligger i delstaten Oaxaca, i den sydöstra delen av landet, 210 km sydost om huvudstaden Mexico City.